# 県憲兵隊
県憲兵隊（フランス語：Gendarmerie Départementale）は、フランス国家憲兵隊の部門で県単位ごとに警察活動を行う。県憲兵隊は日常的に住民と接触しフランス全国における地方警察活動を担当する。
県憲兵隊は機動憲兵隊とは対照的な階級章を使用しており、これは「ラ・ブランシュ（La Blanche、白色）」とも呼ばれる。各憲兵隊はそれぞれの県の名前を付けられている。

## 上位組織
県憲兵隊の上位にある組織は、各地域圏ごと防衛区（fr:Zone de défense）に区分されている。防衛区司令官は将官が務めている。全部で26ある地域圏の管理は大佐が長を務め、100ある県ごとに群を編成している。さらに群は342ある郡ごとに中隊に分けられ各自治体に配備される。

## 組織
基礎的な組織は「班（Brigades）」と呼称され、6人から40人の規模からなり、中隊は小郡（canton）ごとに配備されている。班は主要都市および近隣の自治体班ごとにグループを組織することもできる。
各班は、一つまたは複数のコミューンごとに管轄を担当し、日夜住民の苦情を受け付けている。班に配備された憲兵の仕事は主に一般業務、行政取調、法務、緊急通報の応答などがある。
地区ごとの班を集成することにより中隊を編成する。2005年7月1日に地域圏は再編成され、これに伴い行政管理地区ごとに県中隊のグループを再構成する。以前は「地域（legions）」の名称を採用していた。現在、県憲兵隊の班は約3600個を数える。県憲兵隊の部隊組織は地域の管理段階ごと、以下のように概ね一致している。
- 地域圏に防衛区
- 県に群
- 小郡に中隊
- コミューンに班

となっている。

## 特別部隊
班に加え、県憲兵隊は特定の任務ごとに対応する部隊を有する。
- 警邏介入小隊（PSIG） - 県憲兵隊の中隊から派出され、班の警邏業務の増援となる。また強行犯への初動対応も担当するなど、国家警察の犯罪対策班（BAC）と同様の部隊であり、人的交流も計画されている[1]。

- 機動部隊 - オートバイによる道路網における巡回部隊。この部隊は中隊に属せず、道路警備県部隊（EDSR）の下で運用される。自動車配備高速道路班（BMO）と即応介入班（BRI）も同様に道路警備県部隊に配備される。
- 調査班および係 - 地区レベルでは裁判情報調査県班（BDRIJ）が、控訴裁判所レベルでは調査係（SR）がある。要員は法律に熟知した上級警察官のみで構成され、司法捜査業務のみを担当する。これは班を支援して各種技術的業務をもって重大案件を担当する事にある。
- 国家憲兵隊県憲兵隊予備役の招集訓練日刊情報紙の発行 - 県憲兵隊予備群（PRGD）で組織される。招集出頭時の県憲兵隊における窓口業務を担当する。

この組織は県憲兵隊予備群から国家憲兵介入調査予備群（PRSIG）へ再編中で、コミューン単位ごとの要請に応じて強化し改良している。